# Centropus bernsteini
Centropus bernsteini là một loài chim trong họ Cuculidae.